# Ipotești (Suceava megye)
Ipotești település Romániában, Bukovinában, Suceava megyében.

## Fekvése
Szucsáva délkeleti szomszédjában fekvő település.

## Története
A régészeti kutatások eredményei szerint, Ipoteşti falu területe és környéke ősidők óta lakott. Itt fedezték fel az újkőkorban (6500 - 3500 BC. BC) itt élt ember településének nyomait: kovakő pengéket és magokat stb. a későbbi kerámiát is tartalmazó itteni leletek, valószínűleg Precucuteni kultúra korából valók, valamint a Latène kultúra korából való leleteket is találtak itt.
Az első Ipoteştiből való írásos dokumentum 1586-ból való, később egy 1638-ból és egy 1666-ból való dokumentumban szerepel Ursache nemes Ipoteşti birtoka szerepel az adatok között.
Ipoteşti falu határait 1716 augusztus 3-án rögzítették írásban.